# Área metropolitana de Beaumont–Port Arthur
El Área Metropolitana de Beaumont–Port Arthur, definida oficialmente como Área Estadística Metropolitana de Beaumont–Port Arthur MSA por la Oficina del Censo de los Estados Unidos; es un Área Estadística Metropolitana centrada en la ciudad Beaumont, estado de Texas, Estados Unidos. La región es también conocida como el Triangulo Dorado (en inglés Golden Triangle).
Cuenta con una población de 388.745 habitantes según el censo de 2010.

## Composición
Los 3 condados del área metropolitana y su población según los resultados del censo 2010:
- Hardin – 54.635 habitantes
- Jefferson – 252.273 habitantes
- Orange – 81.837 habitantes

## Principales ciudades del área metropolitana
Las dos ciudades que dan nombre al área:
- Beaumont
- Port Arthur;

otras comunidades con más de 10 000 habitantes:
- Orange
- Nederland
- Groves
- Port Neches
- Vidor